# Katherine Zappone
Katherine Zappone (ur. 25 listopada 1953 w Seattle) – irlandzka teolożka, działaczka społeczna i polityk, senator, Teachta Dála, minister w rządach Endy Kenny’ego oraz Leo Varadkara. Posiada również obywatelstwo amerykańskie.

## Życiorys
Z wykształcenia i zawodu teolożka. Kształciła się na The Catholic University of America (Master of Arts), doktoryzowała się na prywatnej jezuickiej uczelni Boston College. Odbyła studia podyplomowe typu MBA na University College Dublin.
Jako nauczycielka akademicka związana z Trinity College w Dublinie, gdzie zajęła się prowadzeniem wykładów z zakresu etyki, teologii i edukacji. W 2001 została powołana w skład IHRC, irlandzkiej komisji praw człowieka. Była również dyrektorką wykonawczą krajowej rady kobiet (National Women’s Council of Ireland). Zaangażowana w działalność społeczną, głównie na rzecz równouprawnienia. Współtworzyła także An Cosán, organizację zajmującą się inicjatywami edukacyjnymi.
Katherine Zappone jest jawną lesbijką. Od lat 80. pozostaje w związku z teolożką Ann Louise Gilligan, z którą w 2003 zawarła w Kanadzie związek małżeński. Małżeństwo to nie zostało uznane na gruncie prawa irlandzkiego, kwestia w konsekwencji była przedmiotem sporu sądowego. Sprawa ta stała się jednym z głównych wydarzeń w debacie, która doprowadziła do wprowadzenia w Irlandii małżeństw osób tej samej płci. W 2015 Katherine Zappone była jedną z czołowych osób prowadzących kampanię głosowania na „tak” przed referendum w tej sprawie.
W 2011 została powołana przez premiera Endę Kenny’ego w skład Seanad Éireann. W wyborach w 2016 uzyskała mandat posłanki do Dáil Éireann 32. kadencji. Jako pierwsza spośród niezależnych deputowanych opowiedziała się za reelekcją Endy Kenny’ego. W maju 2016 w jego drugim gabinecie została powołana na stanowisko ministra ds. dzieci i młodzieży. Pozostała na tym stanowisku również w utworzonym w czerwcu 2017 rządzie Leo Varadkara. Zakończyła urzędowanie w czerwcu 2020, wcześniej w tym samym roku nie utrzymała mandatu deputowanej na kolejną kadencję.